# Keijiro Ogawa
Pour les articles homonymes, voir Ogawa.
Keijiro Ogawa (小川 慶治朗, Ogawa Keijiro), né le 14 juillet 1992 à Toyonaka, est un footballeur japonais évoluant au poste d'attaquant au FC Séoul.

## Biographie
En 2009, Ogawa est convoqué en équipe du Japon des moins de 17 ans. Il dispute deux matchs lors de la Coupe du monde des moins de 17 ans 2009 au Nigeria.
Ogawa est formé au Vissel Kobe où il fait ses débuts professionnels en 2010. Restant au club malgré la descente en J2.League en 2013, Ogawa y inscrit seize buts et contribue à la remontée du Vissel Kobe dans l'élite japonaise.
En manque de temps de jeu lors de la saison 2018, Ogawa est prêté au Shonan Bellmare pour le reste de l'exercice.
Le 6 janvier 2021, le transfert d'Ogawa au Yokohama FC est officialisé malgré une offre de prolongation du Vissel,. Resté près de seize ans à Kobe en comptant sa formation, il affirme être « rempli de gratitude » envers le club.

## Palmarès

### En club
Avec le Vissel Kobe, Ogawa remporte la Coupe du Japon en 2019 et la Supercoupe du Japon en 2020.